# Neumanka
Neumanka je bývalá usedlost v Praze, která se nachází v jižní části areálu Ústavu pro péči o matku a dítě. Je chráněna jako kulturní památka České republiky.

## Historie
Vinice Neumanka získala svůj název až v pozdějších letech, původně se jí říkalo pouze „Vinice“. Usedlost při ní byla postavena ještě před rokem 1840. Roku 1860 ji koupil průmyslník, obchodník a cukrovarník Ferdinand Urbánek. U svého dědečka pobývala často na letním bytě pozdější spisovatelka Anna Marie Tilschová, která dům a zahradu popsala ve svém románu Fany. Urbánkovi patřila usedlost až do roku 1887, kdy zde zemřel.
Popis
Obytná jednopodlažní osmiosá budova na obdélném půdorysu s valbovou střechou se třemi vikýři má klasicistní fasádu přibližně od roku 1840. Stavba je ale starší. Na své západní straně je z důvodu snížení terénu dvoupodlažní a má mezi okny v prvním poschodí osazenu znakovou kartuš. Objekt stojí na hranici parku, který byl založen na pozemku původní vinice.